# Louis Fabry
Louis Fabry, född den 20 april 1862 i Marseille, död den 26 januari 1939 i Les Lecques, var en fransk astronom. Han var bror till fysikern Charles Fabry och matematikern Eugène Fabry.
Fabry visade redan från barndomen intresse för astronomi och matematik. Han studerade vid École polytechnique från 1880. Efter att ha blivit licentiat  gick han vidare till den astronomiskola som amiral Mouchez just hade öppnat vid Parisobservatoriet. Han sändes sedan till Niceobservatoriet och blev kvar där till 1890. Fabry återvände därefter till sin hemstad, där han befordrades till assisterande astronom vid Marseilleobservatoriet 1895, en post han stannade på till sin pensionering 1924. Fabry tilldelades Valzpriset 1897.